# Elektra (Mykene)

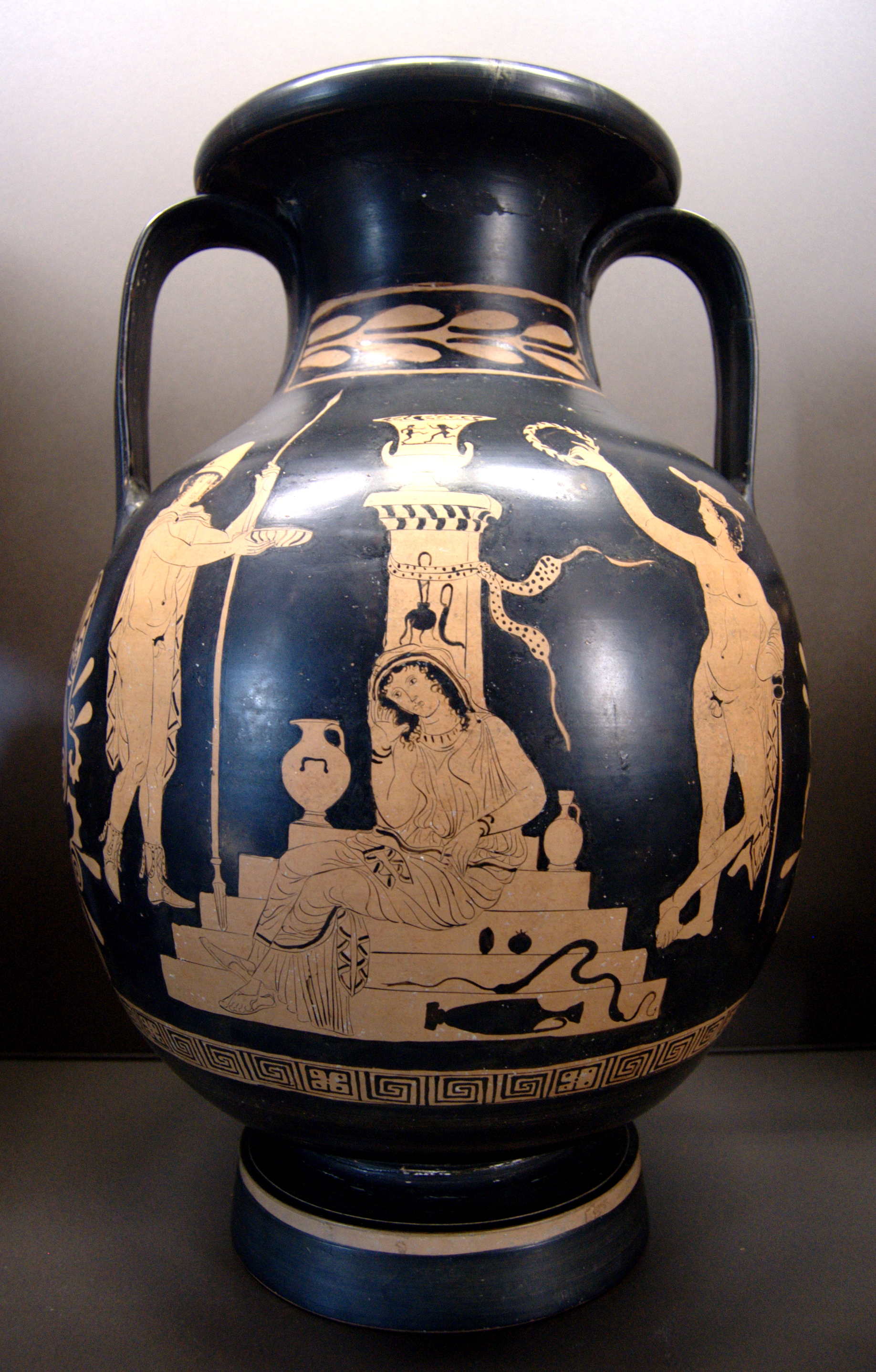
Orestes, Elektra und Hermes am Grab des Agamemnon.
(rotfigurige Pelike des Choephoren-Malers, um 380/70 v. Chr., Louvre in Paris, K 544)

Elektra (altgriechisch Ἠλέκτρα Ēléktra, deutsch ‚die Strahlende‘) ist in der griechischen Mythologie die Tochter des Königs von Mykene, Agamemnon, und der Klytaimnestra sowie die Schwester der Iphigenie, des Orestes und der Chrysothemis. Sie half ihrem Bruder Orest die Blutrache an ihrer Mutter und an ihrem Stiefvater zu planen und schließlich zu vollziehen. Bei Homer hieß sie noch Laodike, den Namen Elektra erhielt sie erst von den Tragödienschreibern.

## Mythos
Homer überliefert, Elektra habe sich nicht in Mykene aufgehalten, als ihr Vater, König Agamemnon, vom Trojanischen Krieg zurückkehrte. Agamemnon sei dann von Aigisthos, dem Geliebten der Klytaimnestra, oder von Klytaimnestra selbst ermordet worden. Die beiden töteten bei dieser Gelegenheit auch Priamos’ Tochter Kassandra, die Agamemnon aus Troja geraubt hatte. 
Acht Jahre später kehrte Orest aus Athen zurück, wo er nach dem Tod seines Vaters Zuflucht gefunden hatte. Um seine Mutter und ihren Liebhaber zu täuschen, schickte er einen Boten voraus, der von seinem vermeintlichen Tod berichtete. Die untröstliche Elektra versuchte daraufhin ihre jüngere Schwester Chrysothemis zu einem gemeinsamen Mord an ihrer Mutter und dem verhassten Stiefvater zu überreden, diese lehnte jedoch ab.

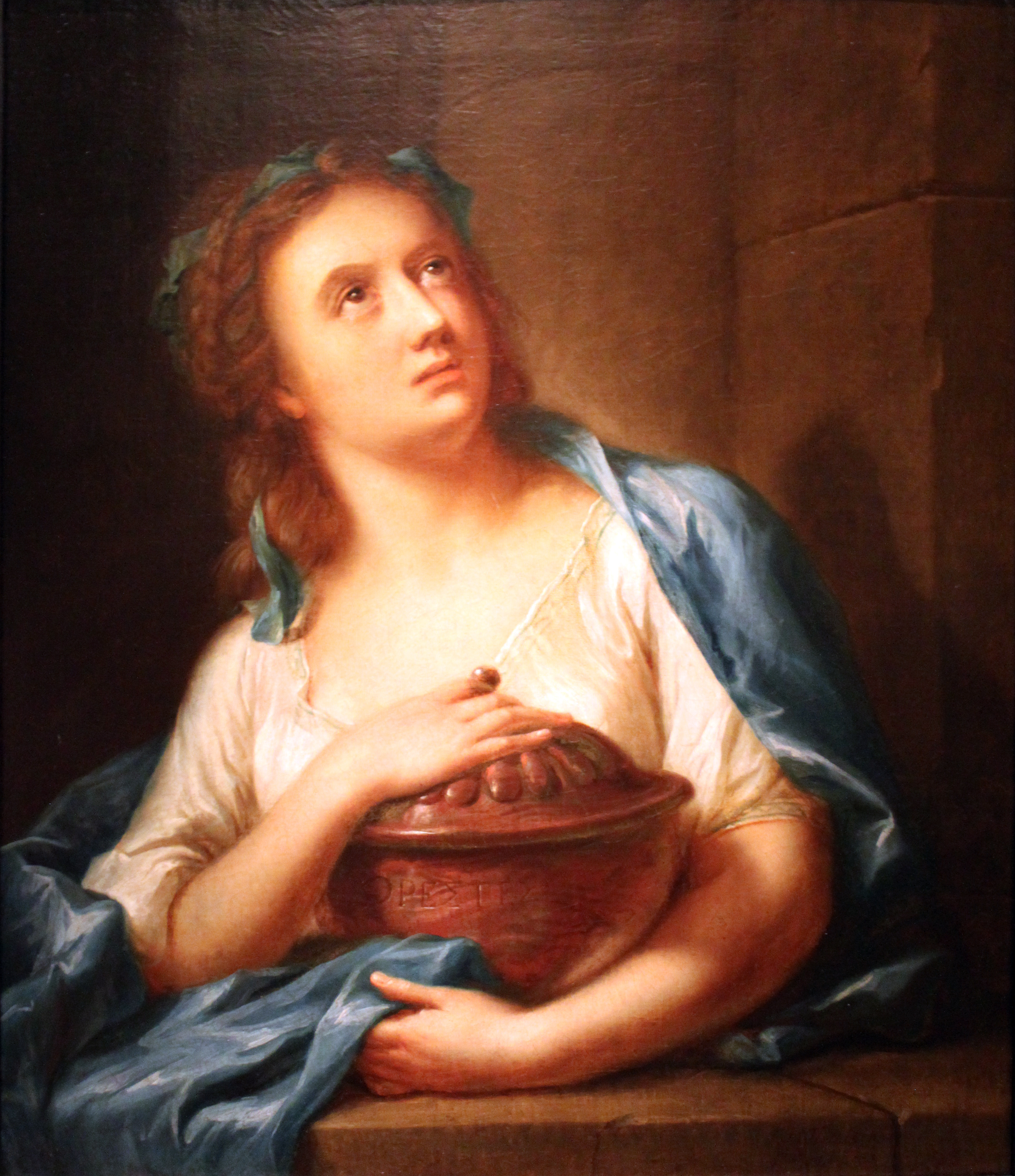
Trauernde Elektra. Tischbein, 1784, Deutsches Historisches Museum Berlin

Orest ist durch das Orakel von Delphi aufgefordert worden, nach Hause zurückzukehren und den Tod des Vaters zu rächen. Nach Aischylos begegnete er Elektra am Grab Agamemnons, wohin beide gegangen waren, um die Totenzeremonie durchzuführen. Orest vollzog mit Hilfe von Elektra an der Mutter und Aigisthos die Blutrache; aus dem vergossenen Blut erhoben sich die Erinyen und verfolgten ihn, nicht aber Elektra.
Elektra heiratete später Pylades, ihren Cousin, einen engen Freund des Orest, Sohn des Königs Strophios von Phokis und dessen Gattin Anaxibia, einer Schwester Agamemnons, die für Orest gesorgt hatten, während dieser sich vor seiner Mutter und deren Geliebten versteckt hielt. Elektra und Pylades hatten zwei Söhne, Medon und Strophios.

## Adaptionen
Die Geschichte der Elektra wurde schon in der Antike unter anderem dramatisiert  von Aischylos in der Tragödie Die Grabesspenderinnen, von Sophokles in Elektra (um 410 v. Chr.) und von Euripides in Elektra. Der Römer Seneca schrieb die Tragödie Agamemno, in der Elektra auftritt.
In der Neuzeit schrieb Hugo von Hofmannsthal eine gleichnamige Neufassung des Stoffes, welche er später zu einem Libretto für Richard Strauss’ Oper Elektra umarbeitete. Auch Gerhart Hauptmann verfasste eine Elektra. Später haben Jean Giraudoux (Électre), Jean-Paul Sartre (im Drama Die Fliegen) und Jean Anouilh (Tu étais si gentil quand tu étais petit) den Mythos verwendet.
1931 veröffentlichte der amerikanische Dramatiker und spätere Nobelpreisträger für Literatur Eugene O’Neill die Trilogie Trauer muss Elektra tragen (englischer Originaltitel Mourning becomes Electra), in der die antike Atridensage nach Neuengland verlegt wird. Als Erklärungsmuster für die grausamen Familienkonflikte diente ihm dabei Sigmund Freuds Psychoanalyse.
Die französische Philosophin Simone Weil ist der Auffassung, dass bei Sophokles die Figuren Antigone und Elektra das vollkommen reine und unschuldige Wesen symbolisieren, das aufgrund seines Wunsches nach Gerechtigkeit dem Unglück ausgeliefert ist und sich „von den Menschen und von Gott verlassen fühlt“; aber „nicht einen Augenblick lang [denken Antigone oder Elektra] daran, zu paktieren.“ Ihre Liebe zum Guten bleibt unveränderlich, bedingungslos und ohne Hoffnung auf Trost, trotz des Unglücks.

### Filme
- Elektra, ein Film (1962) von Michael Cacoyannis, mit Irene Papas in der Hauptrolle, nach Euripides.
- Mourning Becomes Electra (Film), ein Film (1947) von Dudley Nichols, mit Rosalind Russell und Michael Redgrave in den Hauptrollen
- Seine Kugeln pfeifen das Todeslied, ein Spaghetti-Western von Ferdinando Baldi mit Leonard Mann und Luciana Paluzzi in den Hauptrollen
- Meine Liebe – Elektra, Film von Miklós Jancsó, mit Mari Törőcsik in der Hauptrolle.

Der Mount Electra in der Antarktis ist nach ihr benannt.